# Muñomer del Peco
Muñomer del Peco település Spanyolországban, Ávila tartományban. Muñomer del Peco Papatrigo, Albornos, Viñegra de Moraña, Collado de Contreras, Constanzana és Narros de Saldueña községekkel határos. Lakosainak száma 111 fő (2024).

## Népesség
A település népessége az utóbbi években az alábbiak szerint változott:
| Lakosok száma | 127  | 123  | 128  | 151  | 143  | 134  | 128  | 118  | 108  | 111  |
|               | 2001 | 2004 | 2006 | 2009 | 2011 | 2014 | 2016 | 2019 | 2021 | 2024 |